# Tour d'Elahbel
La tour d'Elahbel (également connue sous le nom de tour 13 ou Kubbet el 'Arus) est une tour funéraire de quatre étages en grès située près de l'ancienne cité de Palmyre en Syrie. La tour est l'une des constructions situées à l'extérieur des murs de Palmyre, dans zone appelée la Vallée des tombeaux. Cette tour est particulièrement importante dans l'histoire du textile. En effet, des fragments d'anciens fils de soie chinoise, datés du Ier siècle, sont découverts dans des tombes de la tour.
La tour est démolie par explosifs par l'État islamique en août 2015.

## Présentation
La tour est l'une des multiples constructions funéraires en pierre à plusieurs étages dans la nécropole située à quelques kilomètres au sud et à l'ouest des murs de Palmyre, dans une zone connue sous le nom de Vallée des tombeaux. La tour d'Elahbel se situe derrière la colline d'Umm al-Bilqis, à environ 500 mètres à l'ouest des tours d'Iamblicus (ou Iamlichu, ou Yemliko), datées de l'an 83.
La tour d'Elahbel est une tour de trois étages, avec une base approximativement carrée, construite en gros blocs de grès. Le rez-de-chaussée est légèrement plus large et plus reculé que les étages supérieurs. Pour entrer dans la tour, il n'y a qu'une porte au sud de la structure, avec une plaque inscrite et une ouverture nichée arrondie sur le haut décorant le mur. Les chambres intérieures sont décorées de pilastres corinthiens et de plafonds à caissons peints. À l'intérieur, la tour est divisée en loculi, des compartiments séparés utilisés pour entreposer les sarcophages de riches Palmyriens, dont chaque alvéole est refermée par une image sculptée et peinte de l'occupant.

## Histoire

### Construction
La tour est achevée en l'an 103 par Marcus Ulpius Elahbelus, un aristocrate de Palmyre, et ses trois frères Manai, Shakaiei et Malku, qui sont les fils de Manai Elahbel. On pense que Marcus Ulpius Elahbelus devient un citoyen romain sous le règne de l'empereur Trajan, ce qui explique qu'il partage les éléments du nom de l'empereur (Marcus Ulpius Traianus). La tour d'Elahbel est découverte grâce à une inscription au temple de Nabû de Palmyre.

### Site archéologique
La tour est partiellement reconstruite après la visite de l'archéologue Gertrude Bell en 1900, et les visiteurs peuvent monter les escaliers intérieurs menant à la chambre mortuaire supérieure, puis au grenier.

### Destruction
Le site contenant des ruines et l'ancien Palmyre, y compris la tour, est capturé par l'État islamique en mai 2015. Certaines sculptures des tombes avaient été préalablement déplacées par sécurité. D'autres avaient déjà été prises par des musées. Après que l'État islamique a détruit une partie des temples de Baalshamin et de Bêl plus tôt dans l'année, la tour d'Elahbel et plusieurs autres tours funéraires moins bien préservées, dont la tour d'Iamblichus, sont détruites à l'explosif en août 2015.

## Galerie

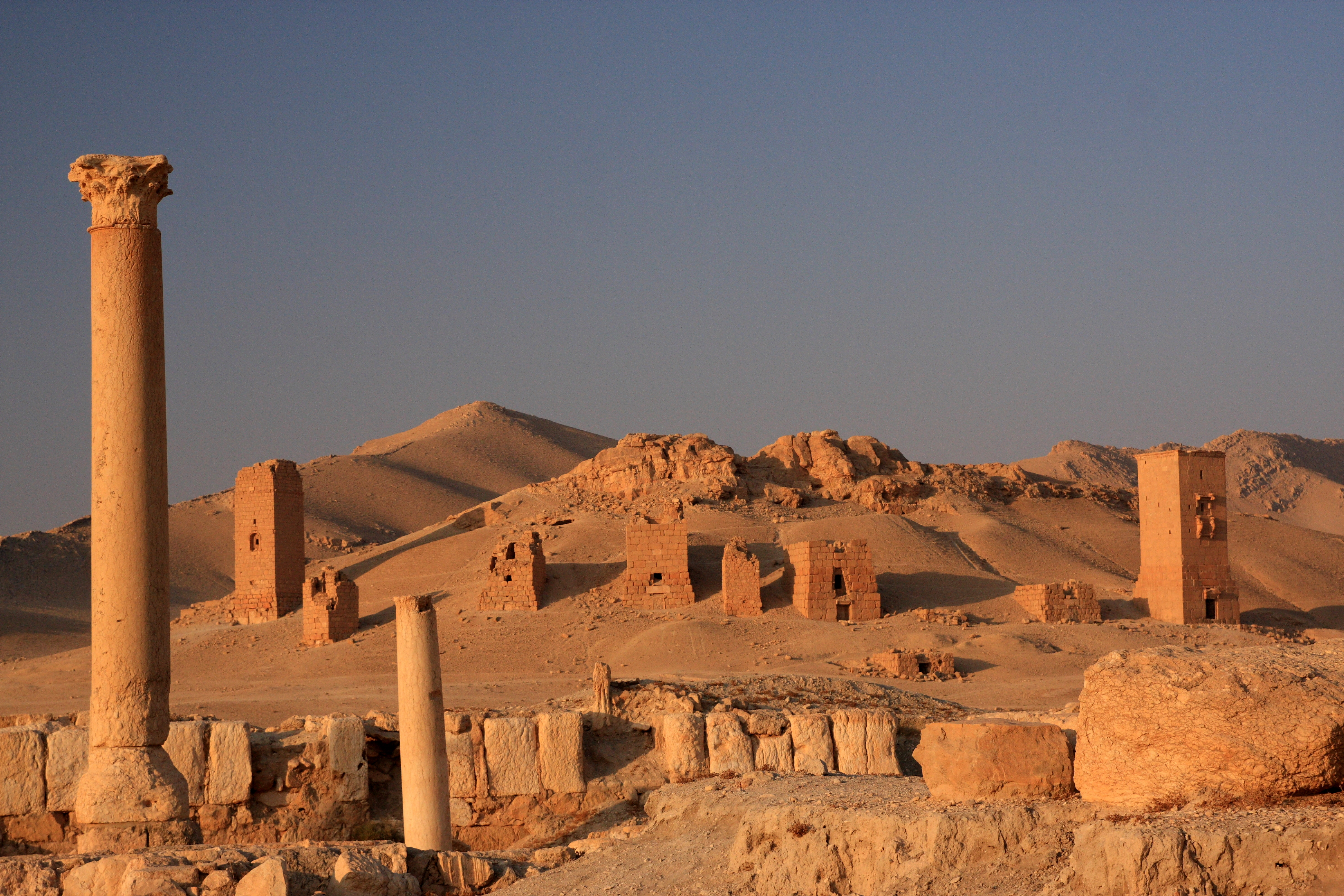
Vue d'ensemble de la zone funéraire.
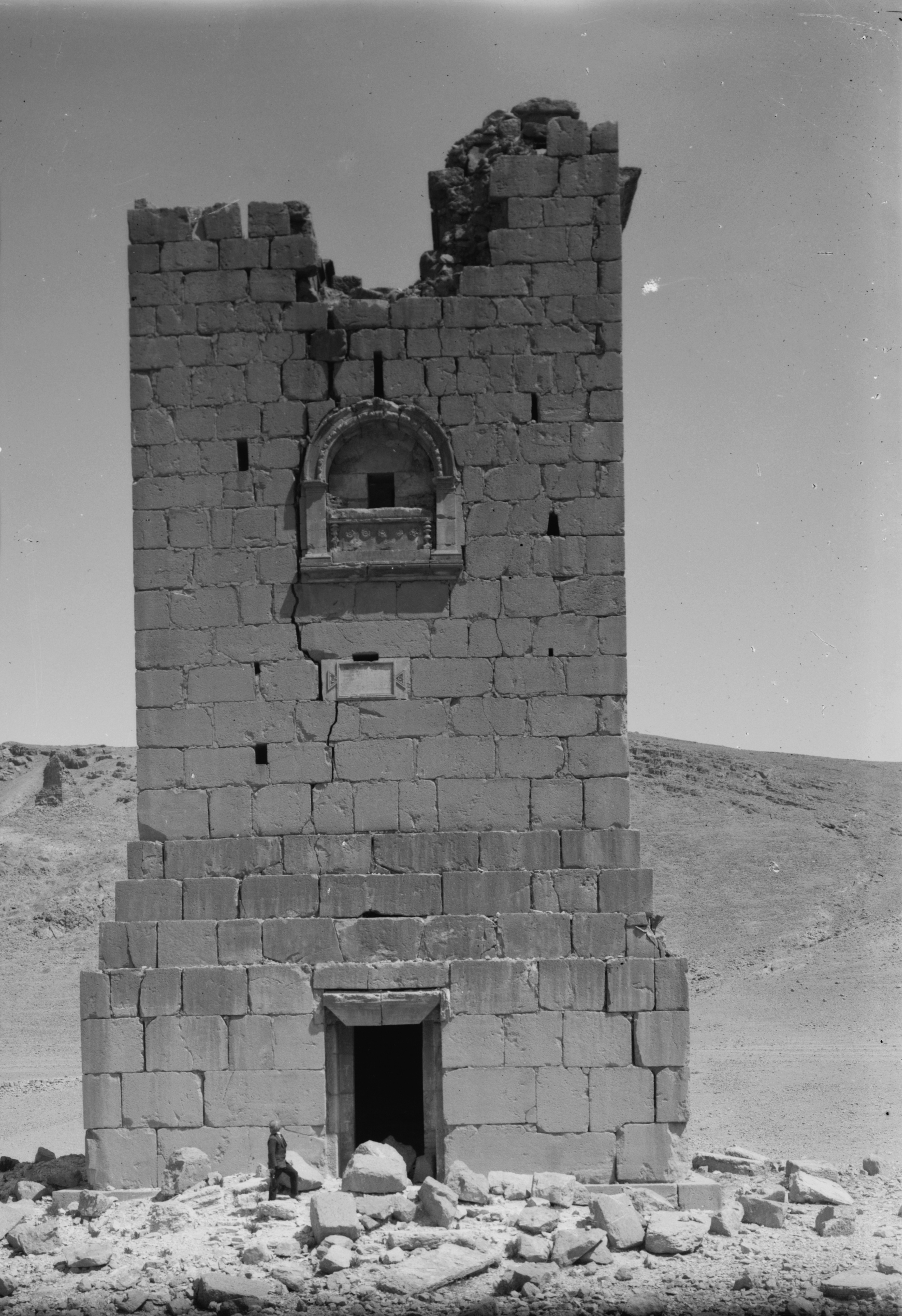
La tour en 1920.
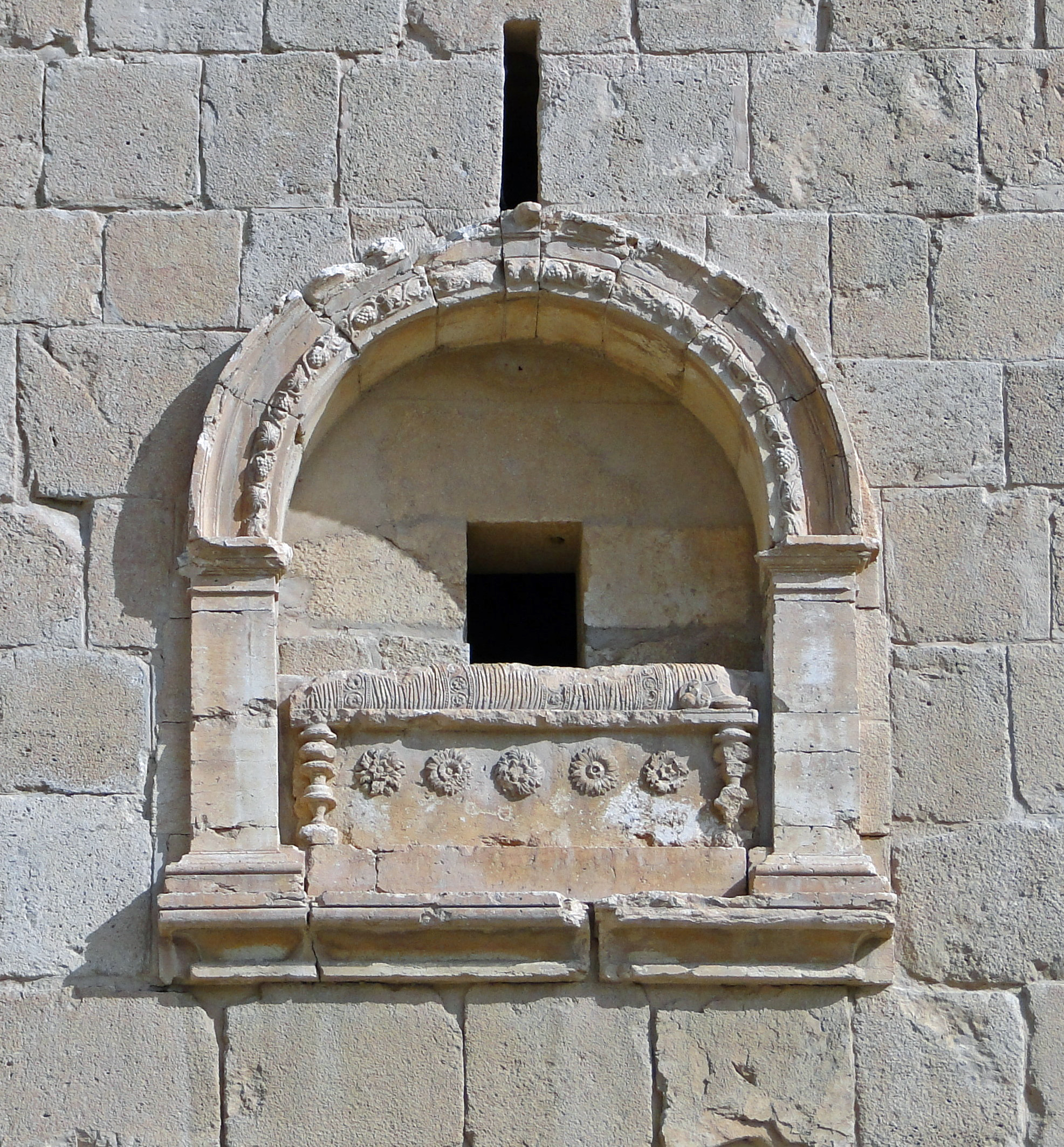
Niche décorant la tour, en 2010.
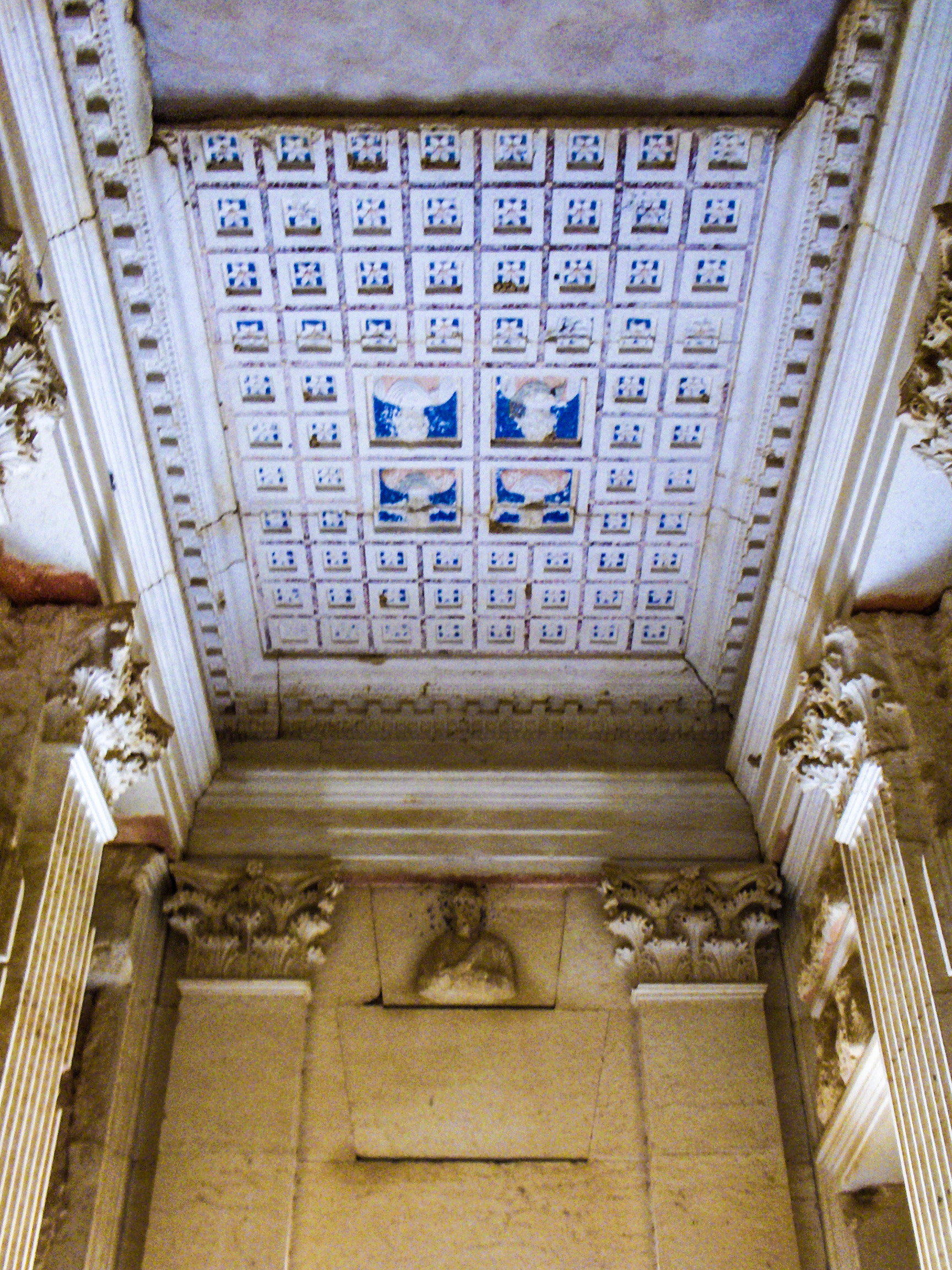
Intérieur de la tour, en 2010.
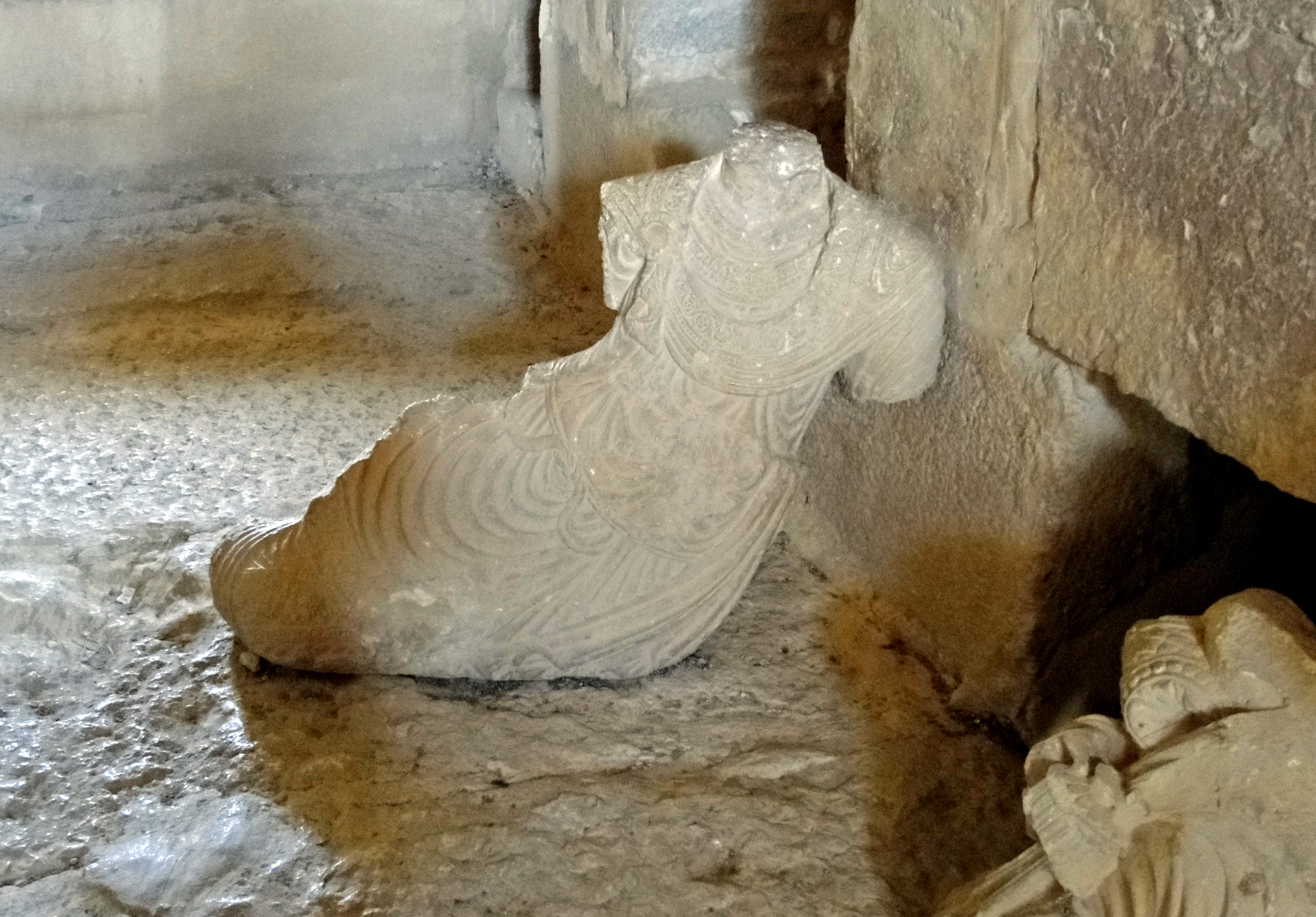
Statue dans la tour, en 2010.
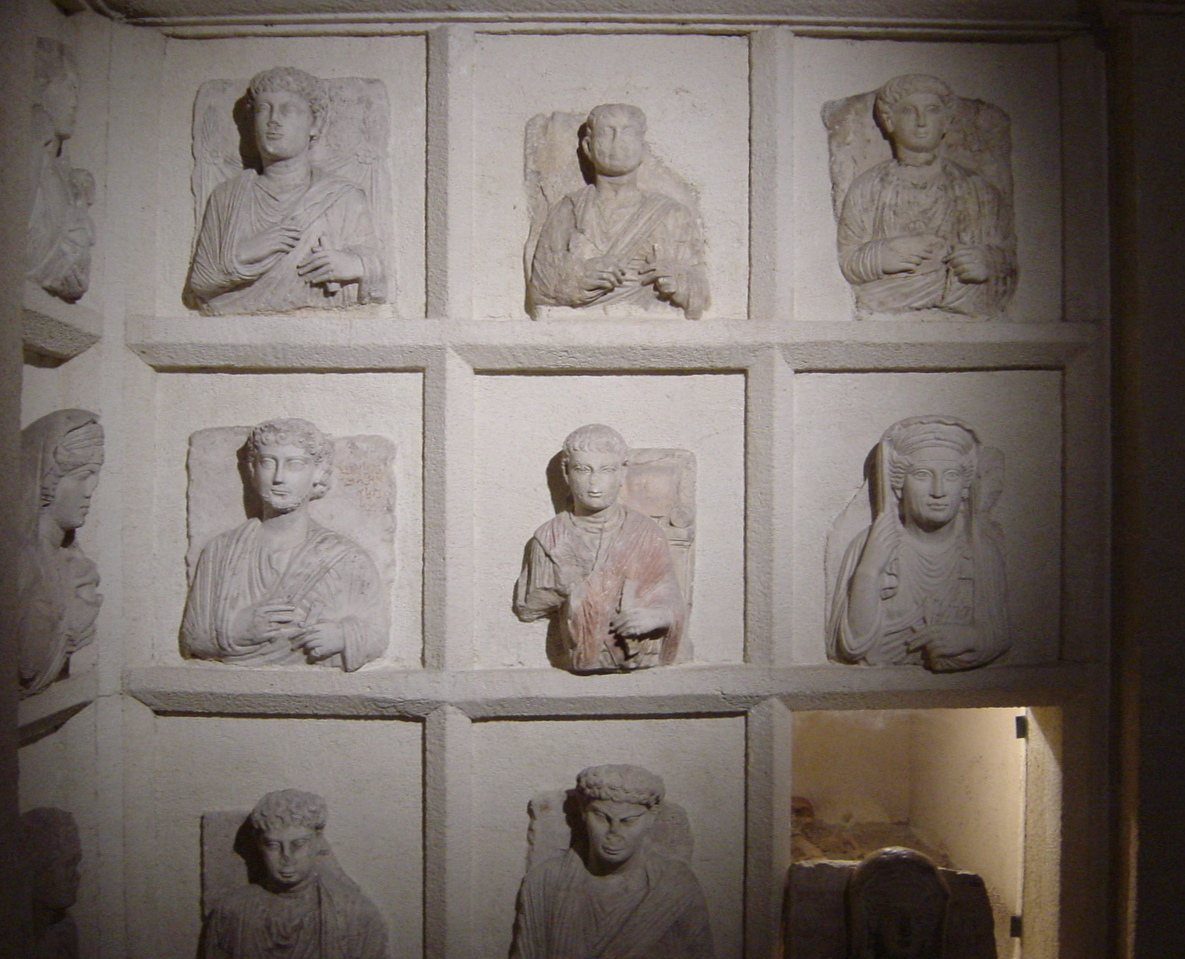
Exemples de loculi de Palmyre (exposés au musée archéologique d'Istanbul).

### Sources
- Islamic State 'blows up Palmyra funerary towers', BBC News, 4 septembre 2015
- Roman Palmyra: Identity, Community, and State Formation, Andrew M. Smith II, p. 93-95
- Palmyra, Tower Tomb of Elahbel
- Rome in the East: The Transformation of an Empire, Warwick Ball, p. 366
- Photograph of the Kubbet el 'Arus, May 1900, from the Gertrude Bell Archive